# Valérie Pécresseová
Valérie Pécresseová (nepřechýleně Pécresse, * 14. července 1967 Neuilly-sur-Seine), je francouzská politička, členka strany Les Républicains (Republikáni). Byla zvolena kandidátkou této strany do voleb prezidenta Francie 2022.

## Soukromý život
Je dcerou profesora ekonomie Dominiqua Rouxe, který od roku 2007 také vede jednu z dceřiných společností koncernu Bolloré. Ve svém rodišti Neuilly-sur-Seine navštěvovala zprvu školu Collège Sainte-Marie de Neuilly, poté katolické soukromé gymnázium Sainte-Geneviève ve Versailles. Již v 16 letech složila maturitu. Poté studovala na École des Hautes Études Commerciales v Paříži a následně na École nationale d'administration (ENA). Po absolvování této elitní vysoké školy pracovala v letech 1992 až 1998 u francouzské Státní rady (Conseil d’État).
V roce 1994 se provdala. Jejím manželem je Jérôme Pécresse, předseda představenstva (CEO) energetické společnosti GE Renewable Energy. Je matkou jedné dcery a dvou synů. Hlásí se k římskokatolické církvi.

## Politické působení
V prosinci 2015 byla zvolena předsedkyní rady regionu Île-de-France ve středu Francie. Od listopadu 2018 je rovněž prezidentkou sdružení pro plánování v oblasti Velké Paříže (Grand Paris Aménagement). Dříve působila jako ministryně pro výzkum a vysoké školy ve vládě Françoise Fillona. Poté se stala ministryní pro státní rozpočet.
Dne 4. prosince 2021 se ve druhém kole hlasování členů strany o kandidátovi do prezidentských voleb 2022 prosadila proti pravicově zaměřenému politikovi z jihu Francie Éricu Ciottimu. Obdržela 61 procent hlasů, Ciotti 39 procent. 